# Sinoswertia
Sinoswertia é um género monotípico de plantas com flores pertencentes à família Gentianaceae. A única espécie é Sinoswertia tetraptera.
A sua área de distribuição nativa é na China Ocidental e Central.